# Pseudochromis linda
Pseudochromis linda är en fiskart som beskrevs av Randall och Stanaland, 1989. Pseudochromis linda ingår i släktet Pseudochromis och familjen Pseudochromidae. Inga underarter finns listade i Catalogue of Life.